# أجاثا هاركنيس
أجاثا هاركنيس هي شخصية خيالية في عالم مارفل من دار نشر مارفل كومكس. تم إنشاؤه بواسطة كاتب السيناريو ستان لي ورسام الكاريكاتير جاك كيربي ، وقد ظهر لأول مرة في الكتاب الهزلي فنتاستك فور ( vol. 1 ) # 94 في يناير 1970 .

## مذكرات و مراجع
1. ↑  "معلومات عن أجاثا هاركنيس على موقع goodreads.com". goodreads.com. مؤرشف من الأصل في 2021-05-09.
2. ↑  "معلومات عن أجاثا هاركنيس على موقع fandom.com". fandom.com. مؤرشف من الأصل في 2021-05-12.
3. ↑  "معلومات عن أجاثا هاركنيس على موقع comicvine.gamespot.com". comicvine.gamespot.com. مؤرشف من الأصل في 2021-05-11.

## روابط خارجية
- Agatha Harkness في ويكي عالم مارفل
- أجاثا هاركنيس على موقع Marvel-world.com